# كولن ويتاكر
كولن ويتاكر (بالإنجليزية: Colin Whitaker)‏ هو لاعب كرة قدم ولاعب كريكت بريطاني في مركز الوسط، ولد في 14 يونيو 1932 في ليدز في المملكة المتحدة، وتوفي في 1 مايو 2015 في إنجلترا في المملكة المتحدة. لعب مع أشتون يونايتد وأولدهام أثلتيك وشروزبري تاون وشيفيلد وينزداي وكوينز بارك رينجرز ونادي بارو ونادي برادفورد بارك أفنيو ونادي روتشديل ونادي ستاليبريدج سيلتيك.